# Krasna Poljana
Krasna Poljana (Bulgaars: Красна поляна) is een van de 24 districten van Sofia. Het district heeft een oppervlakte van 9,2 km² en telde 63.248 inwoners in 2011. In het district bevindt zich onder andere Fakoelteta (een van de grotere zigeunergetto's in het land) en het stadspark Zapaden Park.

## Bevolking
In 2011 reageerden 57.222 van de 63.248 inwoners. Van deze 57.222 ondervraagden identificeerden 42.653 zichzelf als etnische Bulgaren (73,2% van de totale bevolking of 81,6% van alle ondervraagden). De grootste minderheid vormden de Roma met 8.474 ondervraagden, oftewel 14,6% van de bevolking (of 16,2% van alle ondervraagden). In Krasna Poljana woont meer dan de helft van alle Roma in Sofia, vooral in het getto Fakoelteta.
|               | Aantal | Percentage (%) |
| Totaal        | 63.248 | 100,00         |
| Bulgaren      | 42.653 | 73,24          |
| Turken        | 207    | 0,35           |
| Roma          | 8.474  | 14,55          |
| Overig        | 322    | 0,55           |
| Onbekend      | 552    | 0,94           |
| Geen antwoord | 6.026  | 10,24          |

In 2011 was het Bulgaars de meest gesproken moedertaal (81,8% van de bevolking). Het Romani wordt gesproken door 8.220 personen, oftewel 16% van de bevolking.

### Religie
In 2011 reageerden 42.630 van de 58.234 inwoners. Een overgrote meerderheid van deze ondervraagden was christelijk. De Bulgaars-Orthodoxe Kerk was met 34.756 aanhangers de grootste kerkgenootschap (ruim 81,5% van alle ondervraagden). Verder werden er 1.588 protestanten geregistreerd (3,7%), vooral onder de etnische zigeuners. De rest van de bevolking heeft een andere religie of helemaal geen religieuze overtuiging.
| Religieuze samenstelling in februari 2011 | Religieuze samenstelling in februari 2011 | Religieuze samenstelling in februari 2011 | Religieuze samenstelling in februari 2011 | Religieuze samenstelling in februari 2011 |
| ----------------------------------------- | ----------------------------------------- | ----------------------------------------- | ----------------------------------------- | ----------------------------------------- |
|                                           |                                           |                                           |                                           |                                           |
| Bulgaars-Orthodoxe Kerk                   | Bulgaars-Orthodoxe Kerk                   |                                           | 81,53%                                    | 81,53%                                    |
| Katholieke Kerk                           | Katholieke Kerk                           |                                           | 0,57%                                     | 0,57%                                     |
| Protestantisme                            | Protestantisme                            |                                           | 3,73%                                     | 3,73%                                     |
| Islam                                     | Islam                                     |                                           | 0,48%                                     | 0,48%                                     |
| Geen                                      | Geen                                      |                                           | 5,79%                                     | 5,79%                                     |
| Anders/ Onbekend                          | Anders/ Onbekend                          |                                           | 7,90%                                     | 7,90%                                     |